# Parkersburg (Virginia Occidental)
Parkersburg es una ciudad ubicada en el condado de Wood en el estado estadounidense de Virginia Occidental. En el Censo de 2010 tenía una población de 31492 habitantes y una densidad poblacional de 984,31 personas por km².

## Geografía

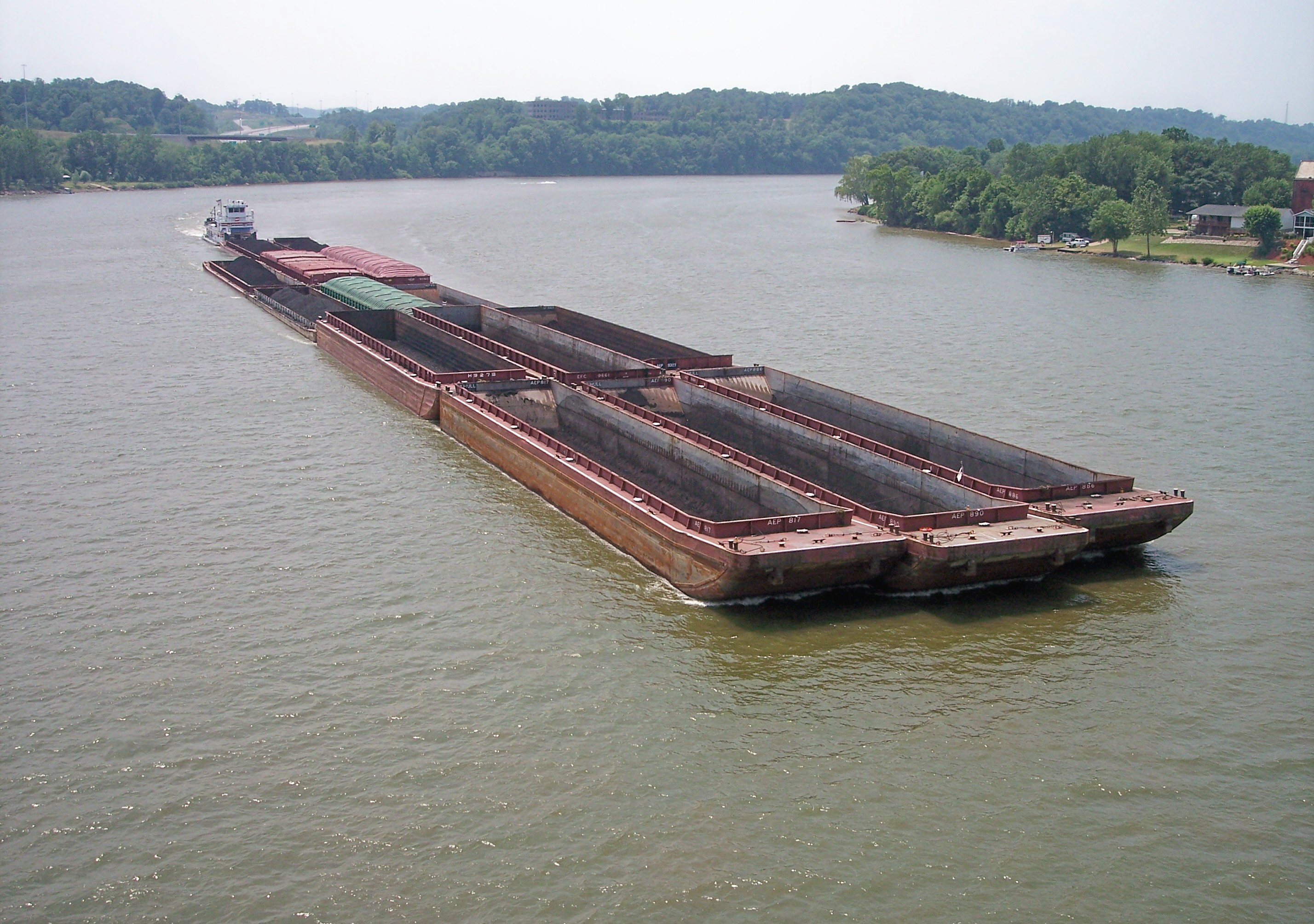
Vista del río Ohio a su paso por Parkersburg

Parkersburg se encuentra ubicada en las coordenadas 39°15′41″N 81°32′36″O / 39.26139, -81.54333. Según la Oficina del Censo de los Estados Unidos, Parkersburg tiene una superficie total de 31.99 km², de la cual 30.61 km² corresponden a tierra firme y (4.31%) 1.38 km² es agua.

## Demografía
Según el censo de 2010, había 31492 personas residiendo en Parkersburg. La densidad de población era de 984,31 hab./km². De los 31492 habitantes, Parkersburg estaba compuesto por el 94.88% blancos, el 1.98% eran afroamericanos, el 0.28% eran amerindios, el 0.44% eran asiáticos, el 0.06% eran isleños del Pacífico, el 0.28% eran de otras razas y el 2.08% pertenecían a dos o más razas. Del total de la población el 1.17% eran hispanos o latinos de cualquier raza.